# Rosolini
Rosolini is een gemeente in de Italiaanse provincie Syracuse (regio Sicilië) en telt 20.927 inwoners (31-12-2004). De oppervlakte bedraagt 76,2 km², de bevolkingsdichtheid is 275 inwoners per km².

## Demografie
Rosolini telt ongeveer 7317 huishoudens. Het aantal inwoners daalde in de periode 1991-2001 met 2,6% volgens cijfers uit de tienjaarlijkse volkstellingen van ISTAT.
| Jaar | Inwoneraantal |
| ---- | ------------- |
| 1991 | 20.686        |
| 2001 | 20.152        |

## Geografie
De gemeente ligt op ongeveer 154 m boven zeeniveau.
Rosolini grenst aan de volgende gemeenten: Ispica (RG), Modica (RG), Noto, Ragusa (RG).

## Geboren
- Francesco of Frank Lentini (1889-1966), driebenige artiest in de Verenigde Staten
- Corrado Mingo (1901-1980), bisschop van Trapani en aartsbisschop van Monreale